# Tankett

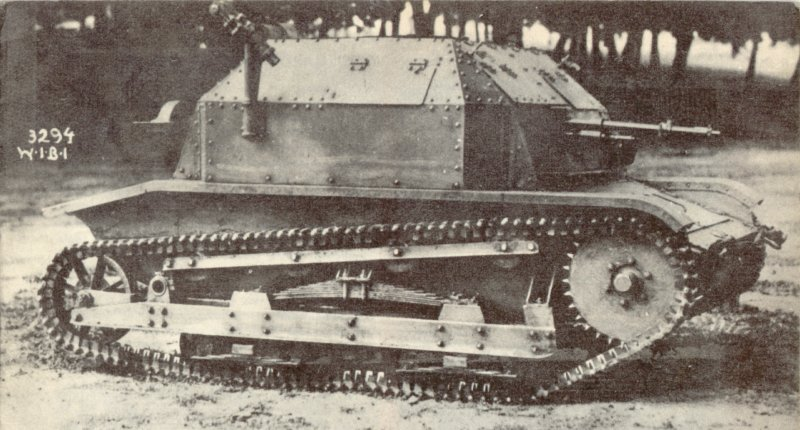
Polsk TK-3

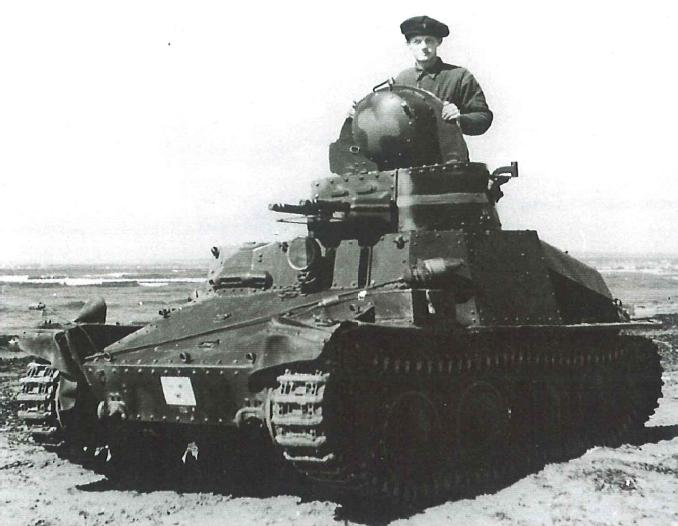
Svensk Stridsvagn m/37

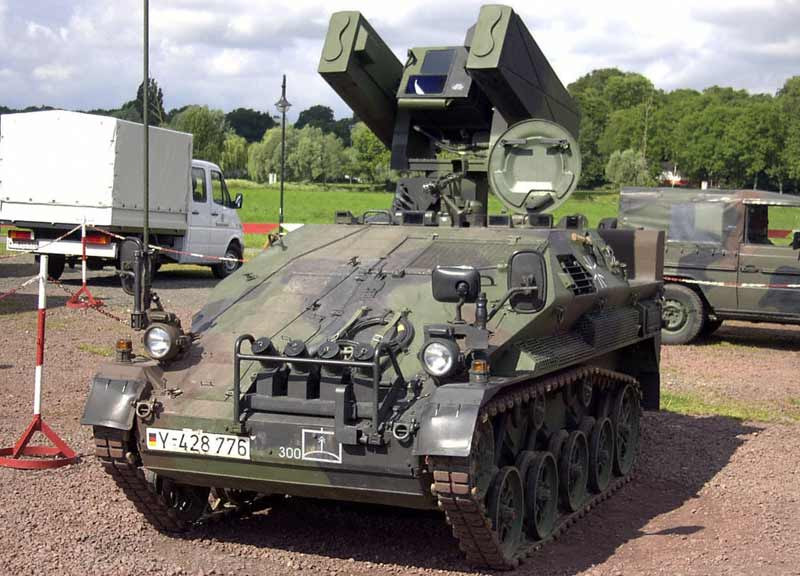
Den tyska luftvärnsvagnen Ozelot som är byggd på ett Wiesel-chassi.

En tankett (ibland kallad infanterivagn) är ett litet pansarfordon med larvfötter som påminner mycket om en stridsvagn men är extremt lätt pansrade och små. De är primärt tänkta för infanteriunderstöd och spaning men har behövt agera en fattigmans stridsvagn i många fattigare länder under historien. 

## Konstruktion
En tankett är ett mycket lätt pansrat bandfordon med mycket klen beväpning primärt menad att användas mot oskyddade mål. Detta skiljer dem från stridsvagnar då en stridsvagn ska kunna bekämpa både oskyddade och skyddade mål. Den klena beväpningen utgörs ofta av flera kulsprutor men det finns även sällsyntare beväpning som 20 mm automatkanoner, granatkastare och till och med robotar som då gör dem till robotbandvagnar.

## Historia
Tanketter var vanliga under mellankrigstiden och de flesta konstruerades från 1920- till 1940-talet av ett flertal länder.
Den brittiska tanketten Carden-Loyd Mk.IV Tankette från slutet av 1920-talet var en mycket känd och populär tankett under sin tid och kom att inspirera många designer runt om i världen. 
Den franska tanketten Automitrailleuses de Reconnaissance var också en betydande design då den var specifikt ämnad för spaningsuppdrag på och framför frontlinjen. 
Japan kom att bli en av de mest aktiva utnyttjarna av tanketten och tillverkade ett antal konstruktioner under mellankrigstiden som till exempel Typ 94 Te Ke som var mycket användbara i djungelkrigföring då deras lätta konstruktion och larvband gav dem god mobilitet i djungelns mjuka terräng.
Många modeller av tanketter såg strid under andra världskriget med varierande resultat då deras effektivitet berodde på ifall fienden hade eller saknade pansarvärn. Vissa tanketter hade så lite pansar att vanliga kulsprutor och gevär kunde slå igenom deras pansar på korta avstånd, speciellt med pansarprojektil.
Efter kriget övergavs tankett-konceptet på grund av bristande användbarhet och sårbarhet mot pansarvärnsvapen och deras roll övertogs av pansarbilar. Under 1990-talet återuppstod konceptet (med ett litet, bepansrat stridsvagnsliknande fordon) i och med införandet av Wiesel i den tyska försvarsmakten. Wiesel behövdes för att ge luftburet infanteri visst pansarunderstöd.

## Exempel
- Storbritannien: Carden-Loyd tankette
- Storbritannien: Universal Carrier (även kallad Bren Gun Carrier)
- Italien: CV33, CV35
- Japan: Typ 94 Te Ke
- Polen: TKS/TK-3
- Sovjetunionen: T-27
- Sverige: Strv m/37
- Tyskland: Wiesel (modern tysk tankett)